# William Wells Brown
William Wells Brown (circa 1814 – 6 de noviembre de 1884) fue un abolicionista, novelista, dramaturgo e historiador estadounidense. Nacido como esclavo en el Condado de Montgomery, Kentucky, cerca de Mount Sterling, Brown escapó a Ohio en 1834, cuando tenía veinte años de edad. Se estableció en Boston, donde se dedicó por completo a la causa abolicionista y se convirtió en un prolífico autor. Su novela Clotel (1853), considerada la primera novela escrita por un afroamericano, fue publicada en Londres, su ciudad de residencia en esa época; más tarde sería publicada en los Estados Unidos. 
Brown fue un pionero en varios géneros literarios, entre los que se incluyen la literatura de viajes, la ficción y el drama. En 1858 se convirtió en el primer dramaturgo afroamericano en publicar una obra. En 1867, una vez concluida la Guerra Civil, publicó lo que se considera el primer libro de la historia de los afroamericanos durante la Guerra de Independencia de los Estados Unidos. Fue uno de los primeros escritores añadidos al Paseo de la Fama de los Escritores de Kentucky. En Lexington, Kentucky, una escuela pública lleva su nombre.
Brown se encontraba dando una serie de conferencias en Inglaterra cuando se aprobaron las leyes de los esclavos fugitivos en los Estados Unidos; como dichas leyes aumentaban el riesgo de su captura y su regreso a la esclavitud, permaneció en el extranjero durante varios años y viajó a través de Europa. En 1854, una pareja británica compró su libertad y Brown y sus hijas regresaron a Estados Unidos, donde retomó la causa abolicionista en el Norte. Contemporáneo de Frederick Douglass, Wells Brown fue eclipsado por el carismático orador y ambos riñeron de manera pública.

## Vida como esclavo
William nació como esclavo en 1814 cerca de Lexington, Kentucky, hijo de Elizabeth, también esclava. Su madre era considerada "propiedad" del Dr. John Young y tenía siete hijos, todos de padres diferentes: William, Solomon, Leander, Benjamin, Joseph, Milford y Elizabeth. El padre de William era George W. Higgins, un plantador blanco y primo del Dr. Young. Higgins reconoció a William como su hijo de manera formal e hizo prometer a su primo que no vendería al niño. Sin embargo, Young lo vendió junto a su madre; en los años posteriores, sería revendido en varias ocasiones. 
William pasó la mayor parte de su juventud en St. Louis. Sus dueños lo obligaron a trabajar en los barcos de vapor que cruzaban el río Misuri, lugar que se convertiría en una importante vía pública para el comercio de esclavos. Su trabajo le permitió conocer muchos lugares. En 1833, escapó junto a su madre a través del río, pero fueron capturados en Illinois. En 1834, Brown realizó un segundo intento de escape: se escabulló fuera de un barco de vapor tras encallar en Cincinnati, Ohio, un estado libre. Ya en libertad, adoptó los apellidos Wells Brown de un amigo cuáquero que lo había ayudado tras su escape brindándole comida, ropa y algo de dinero. Aprendió a leer y a escribir y se dedicó a leer todo lo que encontraba para compensar el tiempo perdido durante su adolescencia.

## Matrimonio y familia
En 1834, a los veinte años de edad y durante su primer año en libertad, Brown contrajo matrimonio con Elizabeth Schooner, con quien tuvo dos hijas que lograron sobrevivir, Clarissa y Josephine. William y Elizabeth se separaron un tiempo después y ella falleció en 1851 en los Estados Unidos.
En 1849, Brown se mudó con sus hijas a Inglaterra, donde brindó varias conferencias sobre la causa abolicionista. Después de que una pareja británica comprase su libertad en 1854, regresó con sus hijas a su país natal y los tres se establecieron en Boston. El 12 de abril de 1860, Brown, ya de cuarenta y cuatro años de edad, volvió a casarse, en esta ocasión con Anna Elizabeth Gray, de veinticinco años.
En 1856, Josephine, una de las hijas de Wells, publicó Biography of an American Bondman, una autobiografía que se basaba ampliamente en la autobiografía de su padre, publicada en 1847. Josephine añadió detalles sobre los abusos que había sufrido durante su época de esclavo, además de nuevo material sobre sus años en Europa.

## Mudanza a Nueva York
Entre 1836 y 1845, Brown vivió en Buffalo, Nueva York, donde trabajó en los barcos de vapor del lago Erie. Ayudó a numerosos esclavos fugitivos a obtener su libertad escondiéndolos en el barco para llevarlos a Buffalo, a Detroit o a Canadá. Más tarde escribiría que durante los siete meses transcurridos entre mayo y diciembre de 1842, logró ayudar a que sesenta y nueve fugitivos pasasen a Canadá. Brown fue un miembro activo de la causa abolicionista en Buffalo y se unió a varias sociedades antiesclavistas y al Negro Convention Movement.
Decenas de miles de esclavos escaparon hacia Canadá. El primer informe de la Sociedad Antiesclavista de Canadá estimó que en 1852 treinta mil refugiados afroamericanos cruzaron la frontera.

## Años en Europa
En 1849, Brown abandonó los Estados Unidos con sus dos hijas para realizar una serie de conferencias en contra de la esclavitud en las islas británicas. Su objetivo era que ambas obtuviesen la educación que a él le había sido vetada. Asimismo, fue elegido como representante de los Estados Unidos ese mismo año para el Congreso Internacional de la Paz, llevado a cabo en París. En 1850, tras la aprobación de las leyes de esclavos fugitivos en los Estados Unidos, decidió quedarse en Inglaterra hasta 1854, ya que, dada su condición de figura pública en su país natal, se encontraba en gran riesgo de captura y, en caso de volver, podría regresar a la esclavitud; los cazadores de esclavos recibían grandes sumas a cambio de regresar a los fugitivos a sus dueños, y la nueva ley obligaba a los estados libres y a sus ciudadanos a cooperar, pese a la resistencia de estos últimos.
Brown realizó numerosas conferencias antiesclavistas en el Reino Unido para obtener apoyo para el movimiento en Estados Unidos. Solía mostrar un collar de esclavos como demostración de la maldad de la institución. En un artículo publicado en el periódico Scotch Independent, se relató lo siguiente: 	

Mediante la resolución, la autocultura y la fuerza de carácter, él [Brown] se ha convertido en un orador popular entre el público británico, y en un vigoroso expositor de las maldades y las atrocidades de ese sistema cuyas cadenas se ha sacudido de manera tan triunfal y para siempre. Podemos pronunciar con seguridad a William Wells Brown como un hombre destacado, y una refutación absoluta de la doctrina de la inferioridad de los negros.

Brown también usó sus años en el extranjero para aprender más acerca de las culturas, las religiones y los distintos conceptos de las naciones europeas. Sentía que necesitaba aprender constantemente para ponerse al día y poder vivir dentro de una sociedad donde los demás habían recibido una educación de jóvenes. En la recopilación de sus memorias de 1852 escribió:

El que escapa de la esclavitud a la edad de veinte años, sin educación alguna, como hizo el escritor de esta carta, debe leer mientras las otros duermen, si desea ponerse a la par con el resto del mundo.

En la Conferencia Internacional de la Paz en París, Brown encontró oposición al representar al país que lo había esclavizado; poco tiempo después, se enfrentó a un grupo de esclavistas estadounidenses en los terrenos de The Crystal Palace.
Basándose en su viaje, Brown escribió Three Years in Europe: or Places I Have Seen And People I Have Met. Su resumen del viaje atrajo a varios lectores de clase media, ya que describía sus excursiones a los monumentos más importantes de la cultura europea. En su carta número XIV, Brown relató su reunión con el filósofo cristiano Thomas Dick en 1851.

## Orador y escritor antiesclavista
De regreso en los Estados Unidos, Brown brindó conferencias a favor del movimiento abolicionista en Nueva York y en Massachusetts. Al poco tiempo de comenzar, se enfocó en los esfuerzos antiesclavistas. Sus discursos expresaban su creencia en el poder de la persuasión moral y la importancia del pacifismo. Atacó el supuesto ideal estadounidense de democracia y la utilización de la religión para promover la sumisión entre los esclavos. Brown refutaba con insistencia la idea de la inferioridad racial.
Gracias a su reputación como orador, Brown fue invitado a la Convención Nacional de Ciudadanos de Color, donde conoció a otros abolicionistas prominentes. Cuando el Liberty Party se formó, decidió permanecer independiente, ya que creía que el movimiento abolicionista debía permanecer alejado de la política. Continuó apoyando el abordaje garrisoniano del abolicionismo. Compartió sus propias experiencias y puntos de vista sobre la esclavitud para convencer a otros de apoyar su causa. 

## Obras literarias
En 1847, Brown publicó sus memorias, Narrative of William W. Brown, a Fugitive Slave, Written by Himself, que se convirtió en un superventas en Estados Unidos, solo por detrás de las memorias del también antiguo esclavo Frederick Douglass. Brown criticó la carencia de valores cristianos de su antiguo amo y el uso brutal de la violencia de los esclavistas.

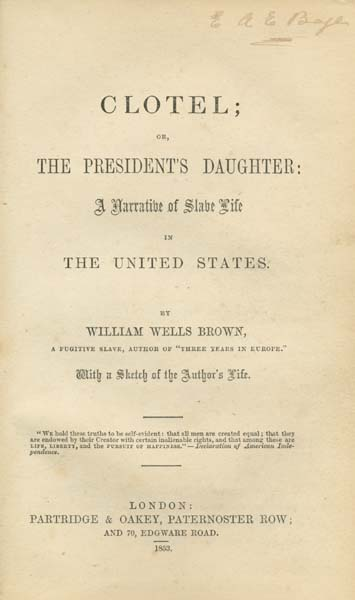
Clotel, or, The President's Daughter: A Narrative of Slave Life in the United States

Brown escribió varios libros durante su estadía en Gran Bretaña, incluyendo relatos de viajes y obras de teatro. Su primera novela, titulada Clotel, or, The President's Daughter: a Narrative of Slave Life in the United States, fue publicada en Londres en 1853. Narra la historia ficticia de los apuros de las dos hijas mulatas de Thomas Jefferson y una de sus esclavas. Su novela es considerada la primera escrita por un afroamericano. Jefferson realmente había tenido numerosos esclavos de distintas razas, y desde principios del siglo XIX circulaba el rumor de que había tenido hijos con una concubina esclava, Sally Hemings. En 1826, Jefferson liberó a cinco esclavos de distintas razas en su testamento; los historiadores creen que los hermanos Madison y Eston Hemings eran dos de los cuatro hijos sobrevivientes de su larga relación con Sally Hemings.
Dado que la novela de Brown se publicó primero en Inglaterra y varios años después en Estados Unidos, no se trata de la primera novela publicada por un afroamericano en ese país. El título lo tienen Our Nig, de Harriet Wilson (1859) o The Curse of Caste; or The Slave Bride (1865), de Julia C. Collins.
La mayor parte de los historiadores, sin embargo, aseguran que Brown fue el primer dramaturgo afroamericano que publicó una obra. Brown escribió dos obras de teatro luego de regresar a su país: Experience; or, How to Give a Northern Man a Backbone (1856, sin publicar) y The Escape; or, A Leap for Freedom (1858). Leyó esta última en voz alta en varios encuentros abolicionistas en lugar de la conferencia típica.
Brown solía tener problemas para decidir cómo representar la esclavitud "como realmente era" ante su público. Por ejemplo, en una conferencia de 1847 en la Sociedad Femenina Antiesclavista en Salem, dijo: "Si les quisiese relatar las maldades de la esclavitud, para representar al esclavo en su degradación más baja, desearía llevármelos, uno a la vez, y susurrárselas. La esclavitud jamás ha sido representada; la esclavitud jamás podrá ser representada".
Brown también escribió varios relatos históricos, entre los que se incluyen The Black Man: His Antecedents, His Genius, and His Achievements (1863); The Negro in the American Rebellion (1867), considerada la primera obra histórica sobre los soldados afroamericanos en la Guerra de Independencia de los Estados Unidos; y The Rising Son (1873). Su último libro fue otra recopilación de memorias, My Southern Home (1880).

## Últimos años
Tal vez debido a las tensiones sociales crecientes durante la década de 1850, Brown propuso que los afroamericanos emigrasen a Haití, una república afroamericana independiente desde 1804. Decidió que se necesitaba una mayor acción militar para apoyar la causa abolicionista.
Durante la Guerra Civil de Estados Unidos y en las décadas siguientes, Brown continuó publicando obras de ficción y de no ficción, y construyó su reputación como uno de los escritores afroamericanos más prolíficos de su época. También ayudó a reclutar afroamericanos para que peleasen para la Unión. Presentó a Robert John Simmons de Bermuda y al abolicionista Francis George Shaw, padre del coronel Robert Gould Shaw, el comandante oficial del 54.º Regimiento de Infantería de Voluntarios de Massachusetts.
Además de escribir, Brown continuó brindando conferencias. Tiempo después, estudió medicina homeopática y abrió un consultorio médico en el South End de Boston mientras residía en Cambridge. En 1882 se mudó a la ciudad cercana de Chelsea.
William Wells Brown falleció el 6 de noviembre de 1884 en Chelsea, a la edad de setenta años.

## Publicaciones
- Narrative of William W. Brown, a Fugitive Slave. Written by Himself, Boston: The Anti-slavery office, 1847.
- Narrative of William W. Brown, an American Slave. Written by Himself, Londres: C. Gilpin, 1849.
- Three Years in Europe: Or, Places I Have Seen and People I Have Met. Londres: Charles Gilpin, 1852.
- Three Years in Europe, or Places I Have Seen and People I Have Met. Con memorias del autor. 1852.
- CLOTEL; or the President's Daughter (1853), An Electronic Scholarly Edition, editado por el profesor Christopher Mulvey
- The American Fugitive in Europe. Sketches of Places and People Abroad. Boston: John P. Jewett, 1855.
- The Black Man: His Antecedents, His Genius, and His Achievements. Nueva York: Thomas Hamilton; Boston: R.F. Wallcut, 1863.
- The Rising Son, or The Antecedents and Advancements of the Colored Race. Boston: A. G. Brown & Co., 1873.
- My Southern Home: or, The South and Its People, Boston: A. G. Brown & Co., Publishers, 1880.
- The Negro in the American Rebellion; His Heroism and His Fidelity ...